# Grand Prix Formule 1 van Zuid-Afrika 1983
De Grand Prix Formule 1 van Zuid-Afrika 1983 werd gehouden op 15 oktober op Kyalami. Het was de vijftiende en laatste race van het seizoen.

## Verslag

### Voor de race
Voor de race waren er nog drie rijders die kans maakten op de wereldtitel: Alain Prost leidde met 57 punten gevolgd door Nelson Piquet met 55 punten en René Arnoux met 49 punten.

### Kwalificatie
Patrick Tambay pakte de pole-position, voor Piquet, Riccardo Patrese, Arnoux en Prost.

### Race
Bij de start ging Piquet voorbij Tambay, terwijl Patrese de tweede plaats pakte. Arnoux moest in de negende ronde met motorproblemen opgeven, terwijl Prost opklom naar de derde plaats. De Fransman moest echter opgeven met een turboprobleem in de 35ste ronde. Piquet vertraagde hierop, aangezien hij slechts vierde moest eindigen. Hij werd dan ook voorbijgegaan door Patrese, Niki Lauda en Andrea de Cesaris. Lauda viel nog uit met motorproblemen in de 71ste ronde. Patrese won de race, voor de Cesaris en de nieuwe wereldkampioen Piquet.

## Uitslag
| Positie | Nr | Rijder             | Team              | Ronden | Tijd/Opgave         | Startplaats | Punten |
| ------- | -- | ------------------ | ----------------- | ------ | ------------------- | ----------- | ------ |
| 1       | 6  | Riccardo Patrese   | Brabham-BMW       | 77     | 1:33:25.708         | 3           | 9      |
| 2       | 22 | Andrea de Cesaris  | Alfa Romeo        | 77     | + 9.319             | 9           | 6      |
| 3       | 5  | Nelson Piquet      | Brabham-BMW       | 77     | + 21.969            | 2           | 4      |
| 4       | 35 | Derek Warwick      | Toleman-Hart      | 76     | + 1 Ronde           | 13          | 3      |
| 5       | 1  | Keke Rosberg       | Williams-Honda    | 76     | + 1 Ronde           | 6           | 2      |
| 6       | 16 | Eddie Cheever      | Renault           | 76     | + 1 Ronde           | 14          | 1      |
| 7       | 4  | Danny Sullivan     | Tyrrell-Ford      | 75     | + 2 Rondes          | 19          |        |
| 8       | 29 | Marc Surer         | Arrows-Ford       | 75     | + 2 Rondes          | 22          |        |
| 9       | 30 | Thierry Boutsen    | Arrows-Ford       | 74     | + 3 Rondes          | 20          |        |
| 10      | 25 | Jean-Pierre Jarier | Ligier-Ford       | 73     | + 4 Rondes          | 21          |        |
| 11      | 8  | Niki Lauda         | McLaren-TAG       | 71     | Elektrisch probleem | 12          |        |
| 12      | 17 | Kenny Acheson      | RAM-Ford          | 71     | + 6 Rondes          | 24          |        |
| NC      | 12 | Nigel Mansell      | Lotus-Renault     | 68     | Niet geklasseerd    | 7           |        |
| NC      | 26 | Raul Boesel        | Ligier-Ford       | 66     | Niet geklasseerd    | 23          |        |
| NF      | 3  | Michele Alboreto   | Tyrrell-Ford      | 60     | Motor               | 18          |        |
| NF      | 27 | Patrick Tambay     | Ferrari           | 56     | Turbo               | 1           |        |
| NF      | 36 | Bruno Giacomelli   | Toleman-Hart      | 56     | Turbo               | 16          |        |
| NF      | 15 | Alain Prost        | Renault           | 35     | Turbo               | 5           |        |
| NF      | 31 | Corrado Fabi       | Osella-Alfa Romeo | 28     | Motor               | 25          |        |
| NF      | 11 | Elio de Angelis    | Lotus-Renault     | 20     | Motor               | 11          |        |
| DQ      | 7  | John Watson        | McLaren-TAG       | 18     | Gediskwalificeerd   | 15          |        |
| NF      | 28 | René Arnoux        | Ferrari           | 9      | Motor               | 4           |        |
| NF      | 23 | Mauro Baldi        | Alfa Romeo        | 5      | Motor               | 17          |        |
| NF      | 9  | Manfred Winkelhock | ATS-BMW           | 1      | Motor               | 8           |        |
| NF      | 2  | Jacques Laffite    | Williams-Honda    | 1      | Spin                | 10          |        |
| NF      | 32 | Piercarlo Ghinzani | Osella-Alfa Romeo | 1      | Motor               | 26          |        |

## Statistieken
| Pole-position | Patrick Tambay | Ferrari     | 1:06.551 |
| Snelste ronde | Nelson Piquet  | Brabham-BMW | 1:09.948 |

## Noot
- Dit was de tweede wereldtitel voor Nelson Piquet en de vierde wereldtitel voor een Braziliaanse coureur.

1960 · 1960 II · 1961 · 1962 · 1963 · 1965 · 1966 · 1967 · 1968 · 1969 · 1970 · 1971 · 1972 · 1973 · 1974 · 1975 · 1976 · 1977 · 1978 · 1979 · 1980 · 1981 · 1982 · 1983 · 1984 · 1985 · 1992 · 1993